# Măneasa
Măneasa – wieś w Rumunii, w okręgu Vâlcea, w gminie Tetoiu. W 2011 roku liczyła 108 mieszkańców.